# Glückszaunkönig
Der Glückszaunkönig (Pheugopedius felix) oder Buntwangenzaunkönig ist eine Vogelart aus der Familie der Zaunkönige (Troglodytidae), die in Mexiko endemisch ist. Der Bestand wird von der IUCN als nicht gefährdet (Least Concern) eingeschätzt.

## Merkmale
Der Glückszaunkönig erreicht eine Körperlänge von etwa 12,0 bis 14,0 cm bei einem Gewicht von ca. 9,0 bis 16,4 g. Er hat einen weißen Augenstreif, der sich von den schwarzen Gesichtsseiten mit den auffälligen weißen Strichmarkierungen abhebt. Der Oberkopf und der Vorderrücken sind tief rötlich braun und werden am Hinterrücken blasser. Die Schultern, die Handschwingen und die Armschwingen sind rötlich braun. Die Steuerfedern sind braun bis gräulich braun mit dunklen Binden. Die Kehle ist weißlich. Schmale, weißliche Flecken zieren den Ohrbereich. Die Unterseite wirkt warm gelbbraun. Die Augen sind dunkelbraun, der Schnabel schwarz mit grauer Basis und die Beine dunkelgrau. Vom Sinaloazaunkönig (Thryophilus sinaloa) unterscheidet er sich durch das klar definierte Gesichtsmuster. Beide Geschlechter ähneln sich. Jungtiere ähneln ausgewachsenen Vögeln, haben aber ein unschärferes Gesichtsmuster. Die Unterseite zeigt graue Fransen.

## Verhalten und Ernährung
Der Glückszaunkönig ernährt sich zum Großteil von Wirbellosen, wie Insekten z. B. Käfer, Raupen, Schnabelkerfen, Hautflügler und anderen. Außerdem ernährt er sich etwas von Pflanzen, inklusive Beeren. Er sucht sein Futter in den unteren Straten vom Boden bis ca. 2 Meter über dem Boden. Gelegentlich macht er auch Ausflüge in bis zu 10 Meter über dem Boden.

## Lautäußerungen
Der Gesang des Glückszaunkönigs besteht aus einer fesselnden Serie ausgelassener, gurgelnder Pfiffen, die antiphonisch von beiden Geschlechtern von sich gegeben werden. Jeder gibt eine konstante Phrase von sich, die sich von der des jeweiligen anderen unterscheidet. Häufig verhält er sich wechselseitig territorial mit dem Sinaloazaunkönig. Dabei reagiert jede Art auf den Gesang der anderen Art, obwohl sich ihre Reviere nicht überlappen. Die Unterarten von den Inseln P. f. lawrencii und P. f. magdalenae haben weniger Variationen in ihrem Gesang.

## Fortpflanzung
Der Glückszaunkönig brütet vom späten Mai bis Juni. Die Inselunterarten folgen einige Wochen später. Das Nest ist eine entgegengesetzte kelchförmige Tasche aus Gras, Fasern und ähnlichem Material. Dieses baut er an Zweige, so dass der Eingang auf der einen Seite heraushängt und die Tasche auf der anderen Seite. Oft befindet es sie nahe von Wespennestern oder in Acacia, welche von aggressiven Ameisenstämmen der Gattung Pseudomyrmica bewacht werden. Diese schützen das Nest des Glückszaunkönigs vor Nesträubern. Es befindet sich etwa drei Meter über dem Boden, gelegentlich sogar bis zu achtzehn Metern. Sehr selten findet man es am Boden, doch kommt es bei den Inselunterarten häufiger vor. Ein Gelege besteht normalerweise aus fünf Eiern, die ohne Flecken bläulich weiß sind.

## Verbreitung und Lebensraum
Der Glückszaunkönig bevorzugt trockene tropische Wälder, inklusive Dornenwald und Eichen- und Hainbuchenwaldungen. Ebenso findet man ihn in gestörtem Habitat und Sekundärvegetation. Er bewegt sich in Höhenlagen von Meeresspiegel bis 2000 Metern.

## Migration
Der Glückszaunkönig gilt überwiegend als Standvogel. Einige Indizien sprechen für vertikales Zugverhalten bei den Populationen in den oberen Höhenlagen am nördlichen Ende des Verbreitungsgebiets.

## Unterarten
Es sind sechs Unterarten bekannt.
- Pheugopedius felix sonorae van Rossem, 1930[3] kommt im Nordwesten Mexikos vor. Die Unterart ist deutlich blasser, als die Nominatform. Das Kinn und die Kehle sind rein weiß.[1]
- Pheugopedius felix pallidus (Nelson, 1899)[4] ist im Westen Mexikos verbreitet. Die Subspezies ist kleiner und blasser als die Nominatform.[1]
- Pheugopedius felix lawrencii (Ridgway, 1878)[5] kommt auf María Madre vor. Die Unterart ähnelt P. f. pallidus, ist aber noch blasser und hat weniger markant gestreifte Wangen.[1]
- Pheugopedius felix magdalenae (Nelson, 1898)[6] ist auf der Isla María Magdalena verbreitet. Die Subspezies hat ebenfalls undeutliche Gesichtsmarkierungen und wirkt etwas dunkler als P. f. lawrencii.[1]
- Pheugopedius felix grandis (Nelson, 1900)[7] kommt im südlichen zentralen Mexiko vor. Die Unterart liegt in der Färbung zwischen Nominatform und P. f. pallidus und ist etwas größer als die beiden anderen Unterarten.[1]
- Pheugopedius felix felix (Sclater, PL, 1860)[8] ist im Südwesten Mexikos verbreitet.

## Etymologie und Forschungsgeschichte
Die Erstbeschreibung des Glückszaunkönigs erfolgte 1860 durch Philip Lutley Sclater unter dem wissenschaftlichen Namen Thryothorus felix. Das Typusexemplar wurde von Adolphe Boucard bei Santa Catarina Juquila erworben. Bereits 1851 führte Jean Louis Cabanis die für die Wissenschaft neue Gattung Pheugopedius ein. Dieser Name leitet sich von »pheugō φευγω« für »meiden, fliehen« und »pedion, pedon πεδιον, πεδον« für »offenes Land, Boden« ab. Der Artname »felix« leitet sich vom lateinischen »felicis« für »glücklich, zufrieden« ab. »Pallidus« hat seinen Ursprung in »pallidus, pallere« für »blass, bleich, bleich sein«. »Sonorae« bezieht sich auf den mexikanischen Bundesstaat Sonora, »magdalenae« auf die Isla María Magdalena. »Lawrencii« ist George Newbold Lawrence gewidmet. »Grandis« ist das lateinische Wort für  »groß«.